# Carex danielis
Carex danielis är en halvgräsart som beskrevs av Augustin Abel Hector Léveillé. Carex danielis ingår i släktet starrar, och familjen halvgräs. Inga underarter finns listade i Catalogue of Life.